# Station Sulejów
Station Sulejów was een spoorwegstation in de Poolse plaats Sulejów.